# Otomys anchietae
Espèce
Statut de conservation UICN

 LC  : Préoccupation mineure
Otomys anchietae est une espèce de rongeur appartenant à la famille des Muridae.

## Répartition
Cette espèce est endémique de l'Angola.